# Guglielmo III di Chalon
Guglielmo Guillaume in francese, Guillem in catalano e Guillelmus in latino (verso la metà del XII secolo – Abbazia di Cluny, 3 gennaio 1203) Conte di Chalon, dal 1174 alla morte.

## Origine
Secondo la Histoire généalogique de la maison de Vergy, Guglielmo era il figlio del Conte di Chalon, Guglielmo II e della moglie, di cui non conosciamo né il nome né gli ascendenti.

Secondo la Histoire généalogique de la maison de Vergy, Guglielmo II di Chalon era il figlio del Conte di Chalon, Guglielmo I e della moglie, di cui non conosciamo né il nome né gli ascendenti.

Secondo L'illustre Orbandale, ou L'histoire ancienne et moderne de la ville et cité de Chalon-sur-Saône. Tome 1, invece Guglielmo I e Guglielmo II erano la stessa persona.

## Biografia
Suo padre, Guglielmo II aveva continuato la politica riprovevole del nonno, Guglielmo I, nei confronti dei monasteri della sua contea, incluso quello di Cluny, con furti e uccisioni.

Anche L'illustre Orbandale, ou L'histoire ancienne et moderne de la ville et cité de Chalon-sur-Saône. Tome 2, riporta che Luigi VII sconfisse Guglielmo II (Guillelmus comes Cabilonensis diaboli vestigia sequens) e lo privò dei suoi domini.
Guglielmo (Guilelmus filius eius) viene citato in un documento riportato nelle Preuves de l'Histoire généalogique de la maison de Vergy, datato 1165, quando il re di Francia, Luigi VII dovette intervenire nella contea di Chalon, contro suo padre, Guglielmo II (Guilelmum comitem Cabilonensem).

Poi, secondo l'Histoire de Chalon-sur-Saône, nel (1168), suo padre, Guglielmo II, accompagnato dalla madre, si recò all'abbazia di Vézelay, per fare atto di sottomissione al re Luigi VII, che gli rese tutte le sue proprietà; questo avvenimento viene riportato anche nella Histoire civile et ecclésiastique, ancienne et moderne de la ville et cité de Chalon.
Nel 1174, suo padre, Guglielmo II (Guillielmus, dono Dei comes Cabilonensis), morì poco dopo aver rinunciato al territorio di Perrecy in favore dell'abbazia benedettina di Saint-Benoît-sur-Loire, come risulta dal documento n° CCVI del Recueil des chartes de l'abbaye de Saint-Benoît-sur-Loire.

Guglielmo gli succedette, come Guglielmo III.
Il documento n° 4275 del Recueil des Chartes de Cluny, tomus 5, attesta che Guglielmo III (Willelmus comes Cabilonensis), nel 1180 circa, esentò i monaci di Cluny al pagamento del pedaggio su tutte le sue terre.
Tra il 1180 ed il 1181, il nuovo re di Francia, Filippo Augusto (Philippus Francorum rex), mise fine al contenzioso esistente tra Guglielmo unitamente a suo padre, Guglielmo II (comes Cabilonensis Willelmus et pater suus) ed il monastero di Cluny, come attesta il documento n° 4277 del Recueil des Chartes de Cluny, tomus 5.
Secondo la Histoire de Chalon-sur-Saône, Guglielmo nel 1190, al seguito del re, Filippo Augusto, prese parte alla terza crociata.

Rientrò in Borgogna, dove, secondo sia la Histoire de Chalon-sur-Saône du VIIIème au XIIIème, che LES COMTES DE CHALON-SUR-SAONE, dopo aver abdicato a favore della figlia, Beatrice, si ritirò nel convento di Cluny e si fece monaco.
Guglielmo morì a Cluny, nel 1203 e, nel titolo gli succedette l'unica figlia, Beatrice, che già governava la contea.

La morte di Guglielmo viene ricordata, tra il 1202 ed il 1204, anche dalla Histoire civile et ecclésiastique, ancienne et moderne de la ville et cité de Chalon-sur-Saône. Tome 2.

Secondo gli Obituaires de Lyon II, Diocèse de Chalon-sur-Saône, Eglise cathédrale Saint-Vincent, Guglielmo morì il 3 gennaio.

## Matrimonio e discendenza
Della moglie di Guglielmo non conosciamo né il nome né gli ascendenti.

Guglielmo dalla moglie aveva avuto una figlia:
- Beatrice, Contessa di Chalon[15].

### Fonti primarie
- (LA)  Recueil des Chartes de Cluny, tomus 5.
- (FR)  Histoire civile et ecclésiastique, ancienne et moderne de la ville et cité de Chalon.
- (LA)  (FR)  L'illustre Orbandale, ou L'histoire ancienne et moderne de la ville et cité de Chalon-sur-Saône. Tome 2.
- (FR)  L'illustre Orbandale, ou L'histoire ancienne et moderne de la ville et cité de Chalon-sur-Saône. Tome 1.
- (LA)  (FR)  André Duchesne, Histoire généalogique de la maison de Vergy.

### Letteratura storiografica
- René Poupardin, I regni carolingi (840-918), in «Storia del mondo medievale», vol. II, 1979, pp. 583–635
- Louis Halphen, Il regno di Borgogna, in «Storia del mondo medievale», vol. II, 1979, pp. 807–821
- (FR)  Histoire de Chalon-sur-Saône.
- (FR)  Histoire de Chalon-sur-Saône du VIIIème au XIIIème.
- (FR)  André Duchesne, Histoire généalogique de la maison de Vergy, volume 1.